# Datschiburger Kickers
Die Datschiburger Kickers sind eine Augsburger Benefiz-Fußballmannschaft in wechselnder Besetzung. In der Mannschaft spielten bekannte Sportler, Augsburger Lokalprominenz und Showstars zusammen. Das Team wurde 1965 von Max Gutmann, einem Augsburger Unternehmer und Förderer von Sport und Wissenschaft, und dem Sportjournalisten Horst Eckert gegründet. Den Anstoß dazu gab ein Wohltätigkeitsspiel des FC Schmiere gegen die Augsburger Prominentenelf am 17. Juli 1965, das 30.000 Menschen im Rosenaustadion mitverfolgen wollten.
Die Datschiburger Kickers sind noch heute aktiv. Mehr als 300 Spiele wurden seit 1965 ausgetragen und über 1,5 Millionen Euro für soziale Zwecke eingespielt. Seit der Vereinsgründung 1965 blieben die Kickers fast 45 Jahre lang unbesiegt. Am 23. Juli 2010 endete die Siegesserie der Datschiburger Kickers in einem Spiel gegen die Sportpresse-Mannschaft, welches sie mit 4:3 verlor. Der Name des Teams leitet sich von einem Spitznamen für die Augsburger Bürger ab, den Datschiburgern. Dieser wiederum basiert auf dem Begriff Zwetschgendatschi, einer in Augsburg üblichen Bezeichnung für einen Blechkuchen mit Pflaumen.
In den 1960ern und 1970ern spielten die Datschiburger Kickers im Augsburger Rosenaustadion vor bis zu 20.000 Zuschauern. Die bekanntesten Mannschaftsmitglieder waren Sportler wie Helmut Schön, Günter Netzer, Sepp Herberger, Helmut Haller, Uwe Seeler, Franz Beckenbauer, Gerd Müller, Fritz Walter, Uli Biesinger und Max Schmeling. Es traten jedoch auch Prominente wie Gunter Sachs, Gert Fröbe und Uschi Glas an.